# Jezioro Swarzędzkie
Jezioro Swarzędzkie – jezioro na Równinie Wrzesińskiej, położone w północnej części miasta Swarzędz. Od północnej strony graniczy z poznańskim osiedlem Zieliniec. Przepływa przez nie rzeka Cybina. Jezioro jest zanieczyszczone ściekami komunalnymi Swarzędza, lecz od kilku lat prowadzone są prace prowadzące do jego oczyszczenia. Zamulenie dna sięga miejscami 2,50 m.

## Morfologia i historia
Na jeziorze znajdują się dwie niewielkie wyspy. Niektóre źródła podają, że na większej z nich wykopaliska potwierdziły obecność pozostałości po słowiańskiej świątyni Swaroga (od którego prawdopodobnie pochodzi nazwa miasta Swarzędz), prawdopodobnie w dawniejszych czasach połączonej drewnianym mostem ze stałym lądem. Nie ma jednak ważniejszych dowodów, które wskazywałyby na prawdziwość tych informacji. Zdanie niektórych lokalnych historyków każe natomiast przypuszczać, że taka świątynia znajdowała się na jednym z najwyższych punktów brzegu jeziora. Dziś w tym miejscu znajduje się Kościół pw. św. Marcina. W 1904 na jeziorze odbyły się duże regaty wioślarskie zorganizowane przez Wolne Stowarzyszenie Wioślarzy Wschodu, z inicjatywy Posener Ruderverein „Germania”. Na brzegu funkcjonował popularny wśród poznaniaków Dom Zdrojowy Marco.
Gmina Swarzędz podpisała 15 lipca 2011 umowę na przeprowadzenie "kompleksowej rekultywacji Jeziora Swarzędzkiego metodą aeracji pulweryzacyjnej z systemem precyzyjnej inaktywacji fosforu za pomocą mobilnego aeratora pulweryzacyjnego i aeratora pulweryzacyjnego z napędem wietrznym". Po oczyszczeniu jeziora nad jego brzegiem ma powstać m.in. kąpielisko.

## Przyroda
Nad jeziorem i na obszarach przylegających występują następujące gatunki flory: rzęsa drobna, rzęsa trójrowkowa, grążel żółty, grzybień biały, konwalia majowa, kalina koralowa, szalej jadowity, karbieniec pospolity, sadziec konopiasty i niezapominajka błotna. Obfite są zbiorowiska szuwaru wysokiego z dominacją trzciny i pałki szerokolistnej. Drzewa obrasta bluszcz pospolity. Reprezentantami awifauny są m.in.: krzyżówka, łabędź niemy, łyska, kormoran czarny, bocian biały, gąsiorek i kokoszka wodna. Płazy reprezentują m.in. traszka grzebieniasta i kumak nizinny.

## Turystyka
Na południowym brzegu jeziora od strony Swarzędza biegnie ścieżka spacerowa oraz znajduje się przystań i wypożyczalnia kajaków. Od strony północnej biegnie szlak rowerowy z Pobiedzisk nad Jezioro Maltańskie w Poznaniu oraz Droga św. Jakuba – wielkopolski odcinek szlaku pielgrzymkowego do katedry w Santiago de Compostela w Galicji w północno-zachodniej Hiszpanii.